# Äpäre
Äpäre – czwarty album fińskiego zespołu darkmetalowego Ajattara, wydany w marcu 2006 roku przez wytwórnię Spinefarm Records.

## Twórcy
- Ruoja (Pasi Koskinen) - śpiew, gitara
- Samuel Lempo (Tomi Koivusaari) - gitara
- Atoni (Toni Laroma) - gitara basowa
- Irstas (Kalle Sundström) - keyboard
- Malakias III (Atte Sarkima) - perkusja

## Lista utworów
1. "Hurmasta" – 3:50
2. "Raato" – 2:42
3. "Säälin koira" – 3:07
4. "Lautuma" – 2:45
5. "Eksyneet" – 3:08
6. "Hirsipuulintu" – 3:37
7. "Tahtomattaan syntynyt" – 2:37
8. "Itse" – 3:09)
9. "Koito" – 3:51
10. "Syntyni" – 3:39